# Studnice (Morávia do Sul)
Studnice é uma comuna checa localizada na região de Morávia do Sul, distrito de Vyškov.